# Bedja (langue)
Pour les articles homonymes, voir Bedja et Beja.
Le bedja (ou bedàwie, bedawi, beja) est une langue afro-asiatique parlée par les nomades Bedjas au Soudan, en Érythrée et en Égypte.

## Classification
Le bedja est une langue couchitique et le seul représentant d'un groupe appelé couchitique du Nord. Ces langues font partie de la famille afro-asiatique.

## Dialectes
L'ababde est un dialecte du bedja, utilisé principalement en Égypte.